# موربید آنجل
موربید آنجل (انگلیسی: Morbid Angel) یک گروه موسیقی دث متال آمریکایی از تمپا، فلوریدا است که از سال ۱۹۸۳ تا کنون مشغول به فعالیت بوده است.